# 富喜製麺所

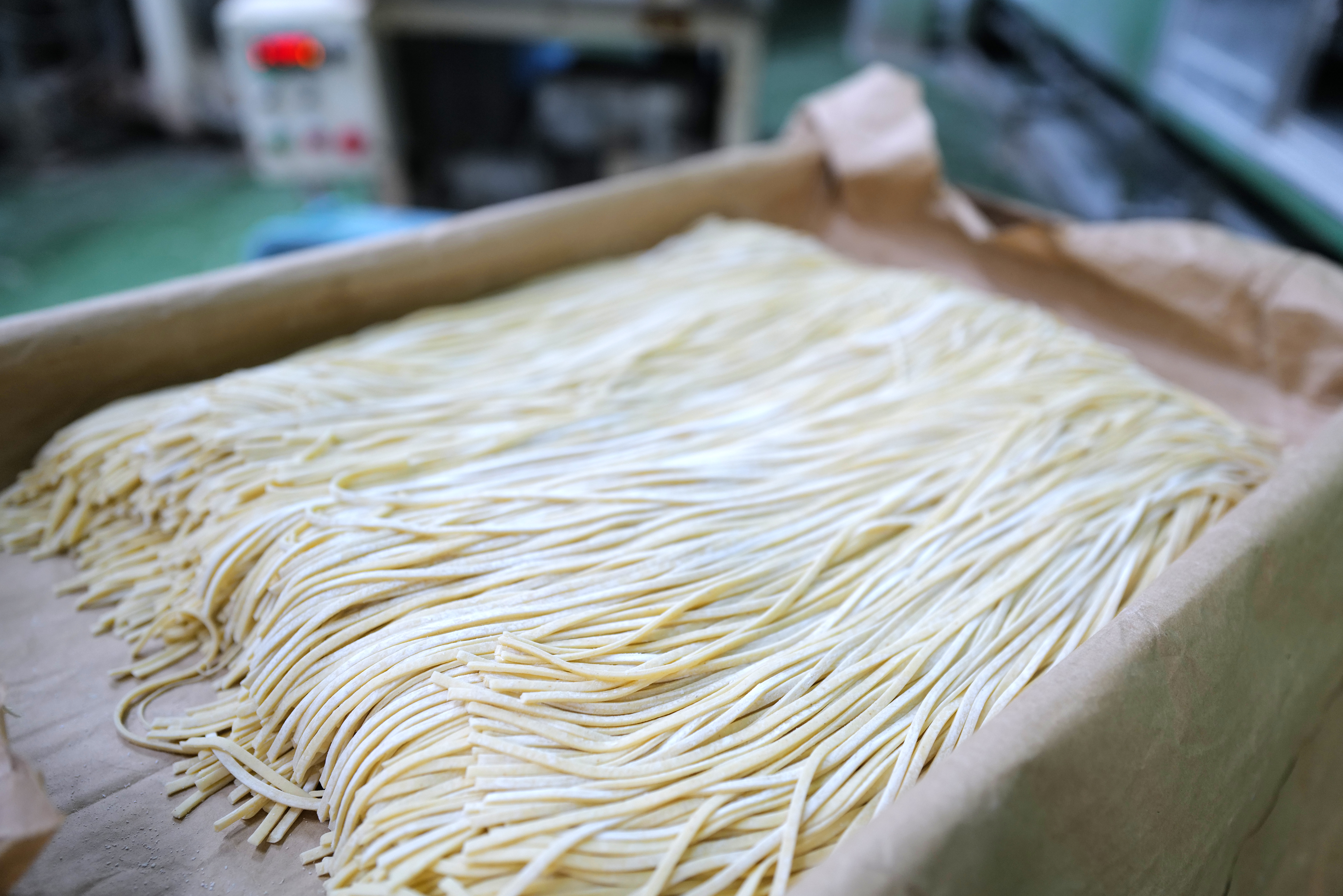
富喜製麺研究所で使用されている麺。

有限会社富喜製麺所（ふうきせいめんしょ）は、熊本県上益城郡益城町で製麺業を営む企業。「富喜」という名前の由来は、「富貴」から来ており、貴から喜にした理由は、富を喜び分かち合う事を目指して名付けられたとされる。

## 沿革
- 1902年（明治35年） - 村上製麺所創業。（後の富喜製麺所創業者、村上進の実家）
- 1972年（昭和47年） - 村上製麺所から独立する形で、富喜製麺所を創業。
- 1993年（平成5年） - 工場拡大のため、熊本市神水から益城町へ工場を移転。益城町を選んだのは製麺で重要な水が清浄だったことが理由である。
- 2000年（平成12年） - 黒亭ラーメンに土産ラーメンの販売を開始する。その当時ではまだ珍しかった。
- 2003年（平成15年） - 太平燕「会楽園」の土産販売を開始する。
- 2016年（平成28年） - 熊本地震に被災。大きな被害を受け、会社存続の危機に陥る。3か月後に工場の稼働が再開し、半年後にテクノ仮設団地で1杯500円の豚骨ラーメン屋を始める。
- 2017年（平成29年） - 1年の契約期間を終え、テクノ仮設団地でのラーメン店が終了。
- 2021年（令和3年） - 7月に倉庫を改装したラーメン店を開業[1]。店舗前に冷凍自動販売機を設置し、「看板」とした[1]。その後冷凍自動販売機は1年で6台まで台数を増やし、県内外のスーパーでも販売されている。同年12月には千葉にFC店がオープン。
- 2022年（令和4年） - 熊本市下通りに姉妹店、熊本つけそばFUUKIがオープン。